# Milán-San Remo 2025
La 116.ª edición de la clásica ciclista Milán-San Remo fue una carrera de ciclismo en ruta en Italia que se celebró el 22 de marzo de 2025 con inicio en la localidad de Pavía y final en la ciudad de San Remo sobre un recorrido de 289 kilómetros.
La carrera formó parte del UCI WorldTour 2025, siendo la octava competición del calendario de máxima categoría mundial y el primero de los cinco monumentos del ciclismo de la temporada. El vencedor fue el neerlandés Mathieu van der Poel del Alpecin-Deceuninck, quien estuvo acompañado en el podio por el italiano Filippo Ganna del INEOS Grenadiers y el esloveno Tadej Pogačar el UAE Emirates XRG, segundo y tercer clasificado respectivamente.

## Equipos participantes
Tomaron parte en la carrera 25 equipos: los 18 UCI WorldTeam y 7 equipos UCI ProTeam. Formaron así un pelotón de 175 ciclistas de los que acabaron 169. Los equipos participantes fueron:
| WorldTeams (18)- EF Education-EasyPost - Alpecin-Deceuninck - Arkéa-B&B Hotels - XDS Astana Team - Bahrain-Victorious - Cofidis - Decathlon AG2R La Mondiale Team - Groupama-FDJ - Ineos Grenadiers - Intermarché-Wanty - Lidl-Trek - Movistar Team - Red Bull-BORA-hansgrohe - Soudal Quick-Step - Team Picnic-PostNL - Team Jayco AlUla - Team Visma \| Lease a Bike - UAE Team Emirates XRG ProTeams (7)- Uno-X Mobility - Lotto - Q36.5 Pro Cycling Team - Israel-Premier Tech - Solution Tech-Vini Fantini - Tudor Pro Cycling Team - VF Group-Bardiani CSF-Faizanè |
| |

## Clasificación final
- La clasificación finalizó de la siguiente forma:[4]

| \| Clasificación general \| Clasificación general \| Clasificación general \| Clasificación general \| Clasificación general \| \| Ciclista \| Ciclista \| Equipo \| Tiempo \| \| \| --------------------- \| --------------------- \| -------------------------- \| --------------------- \| --------------------- \| \| 1.º \| Mathieu van der Poel \| Alpecin-Deceuninck \| 6 h 22 min 53 s \| \| \| 2.º \| Filippo Ganna \| Ineos Grenadiers \| + 0 s \| \| \| 3.º \| Tadej Pogačar \| UAE Team Emirates XRG \| + 0 s \| \| \| 4.º \| Michael Matthews \| Team Jayco AlUla \| + 43 s \| \| \| 5.º \| Kaden Groves \| Alpecin-Deceuninck \| + 43 s \| \| \| 6.º \| Magnus Cort \| Uno-X Mobility \| + 43 s \| \| \| 7.º \| Mads Pedersen \| Lidl-Trek \| + 43 s \| \| \| 8.º \| Olav Kooij \| Team Visma \\| Lease a Bike \| + 43 s \| \| \| 9.º \| Matteo Trentin \| Tudor Pro Cycling Team \| + 43 s \| \| \| 10.º \| Fred Wright \| Bahrain Victorious \| + 43 s \| \| |                      |                            |                 |
| |                      |                            |                 |
| Fuente: ProCyclingStats |                      |                            |                 |
| Clasificación general |                      |                            |                 |
| Ciclista | Ciclista             | Equipo                     | Tiempo          |
| 1.º | Mathieu van der Poel | Alpecin-Deceuninck         | 6 h 22 min 53 s |
| 2.º | Filippo Ganna        | Ineos Grenadiers           | + 0 s           |
| 3.º | Tadej Pogačar        | UAE Team Emirates XRG      | + 0 s           |
| 4.º | Michael Matthews     | Team Jayco AlUla           | + 43 s          |
| 5.º | Kaden Groves         | Alpecin-Deceuninck         | + 43 s          |
| 6.º | Magnus Cort          | Uno-X Mobility             | + 43 s          |
| 7.º | Mads Pedersen        | Lidl-Trek                  | + 43 s          |
| 8.º | Olav Kooij           | Team Visma \| Lease a Bike | + 43 s          |
| 9.º | Matteo Trentin       | Tudor Pro Cycling Team     | + 43 s          |
| 10.º | Fred Wright          | Bahrain Victorious         | + 43 s          |

## Ciclistas participantes y posiciones finales
Convenciones:
- AB: Abandono
- FLT: Retiro por llegada fuera del límite de tiempo
- NTS: No tomó la salida
- DES: Descalificado o expulsado

## UCI World Ranking
La Milán-San Remo otorgó puntos para el UCI World Ranking para corredores de los equipos en las categorías UCI WorldTeam, UCI ProTeam y Continental. Las siguientes tablas son el baremo de puntuación y los diez corredores que obtuvieron más puntos:
| Posición   | 1.º | 2.º | 3.º | 4.º | 5.º | 6.º | 7.º | 8.º | 9.º | 10.º | 11.º | 12.º | 13.º | 14.º | 15.º | 16.º-20.º | 21.º-30.º | 31.º-50.º | 51.º-55.º | 56.º-60.º |
| Puntuación | 800 | 640 | 520 | 440 | 360 | 280 | 240 | 200 | 160 | 135  | 110  | 95   | 85   | 65   | 55   | 50        | 30        | 15        | 10        | 5         |

| Clasificación |                      |                       |        |
| Posición      | Ciclista             | Equipo                | Puntos |
| ------------- | -------------------- | --------------------- | ------ |
| 1.º           | Mathieu van der Poel | Alpecin-Deceuninck    | 800    |
| 2.º           | Filippo Ganna        | INEOS Grenadiers      | 640    |
| 3.º           | Tadej Pogačar        | UAE Emirates XRG      | 520    |
| 4.º           | Michael Matthews     | Jayco AlUla           | 440    |
| 5.º           | Kaden Groves         | Alpecin-Deceuninck    | 360    |
| 6.º           | Magnus Cort          | Uno-X Mobility        | 280    |
| 7.º           | Mads Pedersen        | Lidl-Trek             | 240    |
| 8.º           | Olav Kooij           | Visma \| Lease a Bike | 200    |
| 9.º           | Matteo Trentin       | Tudor                 | 160    |
| 10.º          | Fred Wright          | Bahrain Victorious    | 135    |